# ママは女子校生
『ママは女子校生』（ママはじょしこうせい）は2010年3月26日にSofthouse-sealより発売された18禁のパソコンゲーム（アダルトゲーム）ソフトである。

## 登場人物
氷上 結人（ひがみ ゆいと）
主人公。高校教師。優奈の担任。
新堂 優奈（しんどう ゆうな）
声 - 春河あかり
結人の父親の再婚相手。現役の女子校生。
神崎 美羽（かんざき みう）
声 - 澄川桃子
結人の同僚。体育教師。